# 19421 Zachulett
19421 Zachulett è un asteroide della fascia principale. Scoperto nel 1998, presenta un'orbita caratterizzata da un semiasse maggiore pari a 2,6547023 UA e da un'eccentricità di 0,0665305, inclinata di 4,40828° rispetto all'eclittica.